# Buchis

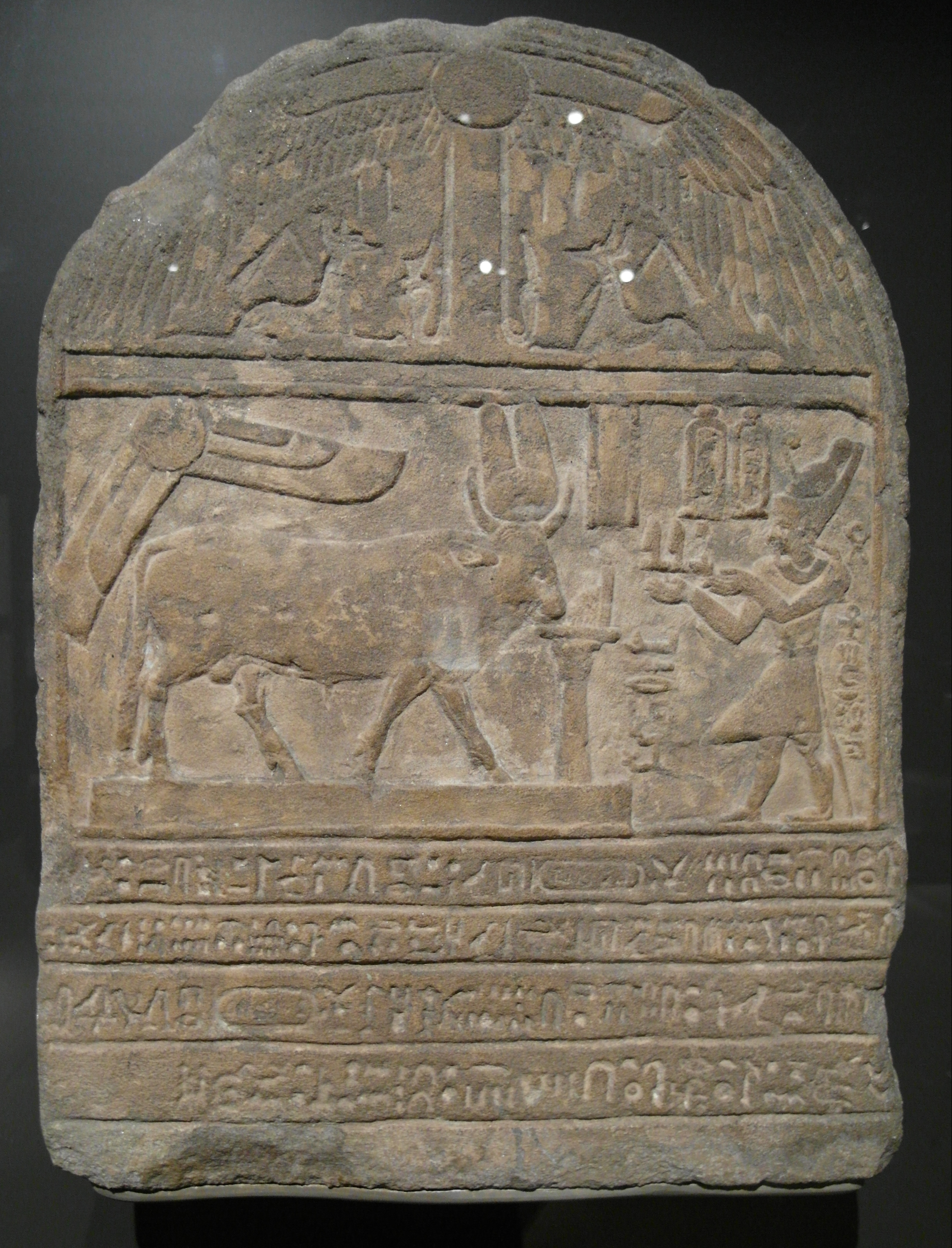
Stela przedstawiająca Ptolemeusza II składającego ofiarę Buchisowi w Armant

Buchis – byk, który w kulcie egipskiego boga Montu był traktowany jako jego święte zwierzę. Centrum kultu była świątynia Montu w Hermonthis w Górnym Egipcie, niedaleko dzisiejszego Luksoru.
Zwierzę wybrane na Buchisa musiało być dwubarwne: głowa czarna, a tułów biały. Jego kult był lokalny, głównie w Hermonthis, dopiero pod koniec historii starożytnego Egiptu dzięki staraniom faraona Nektanebo II kult stał się bardziej rozpowszechniony.
Po śmierci Buchisa chowano na specjalnym cmentarzu (Buchejon) tych byków, drugi cmentarz, również w Hermonthis, przeznaczony był dla ich krowich matek.   
Odkrycie katakumb Buchisa zawdzięczamy przypadkowi. Brytyjski archeolog Sir Robert Mond dowiedział się, iż kilka kilometrów od osady Armant wykopano z piasków brązowy posąg byka. Wioska Armant okazała się być tożsama ze starożytnym miastem Hermonthis, które dawni Egipcjanie nazywali "On Południowym" (w przeciwieństwie do "On Północnego", czyli Heliopolis). Mond doszedł do wniosku, że skoro istniał kult byka w "On Północnym", to na pewno istniał też w "On Południowym".